# جون باكستر
جون باكستر (بالإنجليزية: John Baxter (judge))‏ (و. 1819 – 1886 م) هو محام، وقاض، وسياسي من الولايات المتحدة الأمريكية .
وهو عضو في الحزب الديمقراطي الأمريكي .